# 紀州弁
紀州弁（きしゅうべん）は、旧紀伊国（紀州）、すなわち和歌山県と三重県南部で話される日本語の方言である。和歌山県内では和歌山弁（わかやまべん）とも呼ばれる。近畿方言の一つ。

## 区画
楳垣実の分類によると、紀州弁は近畿方言のなかでも、奈良県南部、三重県志摩とともに南近畿方言に属し、近畿中央部よりも古い言語状態を保存する面が大きい。山がちで交通の便が悪く、日本の東西を結ぶ交通路からも外れていたことから、近畿のなかでも珍しい、古い発音・語法・語彙の残存が見られる。
村内英一の1982年の方言区画では、和歌山県内の方言は以下のように下位区分されている（自治体名は当時のもの）。紀北、紀中、紀南に分かれ、また平地と奥地に分けられる。紀中および田辺市付近に二段活用や古い京阪式アクセントが残されている一方、紀南の東牟婁や三重県側では垂井式アクセントやその他特殊なアクセントがみられる。
- 和歌山県方言
  - 紀北方言
    - 和市方言 - 和歌山市・海南市・海草郡（ただし旧美里町は奥地方言）
    - 那賀方言 - 那賀郡（現紀の川市・岩出市。ただし旧粉河町鞆淵地区・旧桃山町の奥安楽川・細野地区は奥地方言）
    - 伊都方言 - 伊都郡（現橋本市を含む。ただし花園村・高野町富貴地区・かつらぎ町天野地区は奥地方言）

  - 紀中方言
    - 紀中平地方言
      - 有田市・湯浅町・吉備町・広川町
      - 御坊市・由良町・日高町・美浜町・川辺町・印南町
      - 南部町・南部川村（現みなべ町）

    - 紀中奥地方言
      - 清水町・金屋町
      - 美山村・中津村・印南町真妻地区
      - 龍神村

  - 紀南方言
    - 西牟婁方言
      - 西牟婁平地方言 - 田辺市（当時）・白浜町・上富田町・日置川町・すさみ町・串本町（当時）
      - 西牟婁奥地方言 - 中辺路町・大塔村・日置川町川添地区・すさみ町の佐本・大都河地区

    - 東牟婁方言
      - 東牟婁平地方言 - 新宮市（当時）・那智勝浦町の宇久井・那智・勝浦・太田・下里地区・太地町・古座町・古座川町の高池・明神地区
      - 東牟婁奥地方言 - 本宮町・北山村・熊野川町・那智勝浦町の色川地区・古座川町の七川・小川・三尾川地区

また三重県の旧紀伊国の範囲は、北牟婁と南牟婁に分かれる。
- 北牟婁方言 - 尾鷲市・紀北町・大紀町錦
- 南牟婁方言 - 熊野市・南牟婁郡

## 音声
近畿方言一般にみられる、一音節語を伸ばして二拍に発音する傾向や、「思うた」を「おもた」、「赤うなる」を「あこなる」のような長音の短音化は紀州弁でもみられる。
連母音の融合が一部でみられる。和歌山県紀南を中心に /ai/→/aː/（例：水くさい→みずくさー）、紀北東部で /ai/→/eː/（例：ない→ねー）の融合がある。紀南の海岸地区では文末助詞の「かい」→「きー」、「ない」→「にー」のように、/ai/→/iː/ の変化がみられる。「見える→めーる」「消える→けーる」のような /ie/→/eː/ の変化は広く行なわれる。/oi/、/ui/ は融合しない。/ei/ は共通語では /eː/ に変化するのが普通だが、和歌山県では変化しない場合が聞かれる。
子音では、/s/ の脱落（例：起こしたる→おこいたる）や /r/ の脱落（例：ばっかり→ばっかい）、/w/ の脱落現象がみられる（例：綿→あた）。「し」のあとに /t/ が来る場合に、「明日→あしさ/あいさ」「話した→はないさ」のように /t/ が /s/ に入れ替わる現象も見られる。近畿の一部に散在する現象である。また「深い→ふっかい」「他に→ほっかに」のような促音挿入がみられる。
和歌山県ではザ行とダ行とラ行の混同が著しい（例：全然→でんでん、銅像→どうどう、座布団→だぶとん、残高→だんだか、雑巾→どうきん、身体→かだら、動物園の象→ぞうぶつえんのどう）。ザダラ変換とも呼ばれるこのような混同は河内弁や泉州弁や播州弁など近畿地方各地の方言に多いが、紀州弁ではとりわけ顕著である。ザ行はダ行に、ダ行はラ行に変化しやすい。和歌山では、個人により、また丁寧に発音するかぞんざいに発音するかの違いにより、ザ行子音は摩擦音の [z] から破擦音の [dz]、破裂音の [d] までの広がりがあり、ダ行は [d] の破裂が弱まって [ɾ] になりやすい。一方、これの矯正意識から、誤ってラ行をダ行に、ダ行をザ行に変えてしまうことがある。泉州と紀州を走る南海電気鉄道の案内放送では、関西国際空港開港時に改められるまで、「でん車輌だ席指定、特急サダン、和歌山港ゆきでごだいます」のような発音が聞かれた（南海電気鉄道#車内放送参照）。　
また和歌山県南部ではジ・ヂ、ズ・ヅの四つ仮名を区別し（/di/ /du/ が存在する）、[ei] を「エイ」という（先生は「センセー」でなく「センセイ」という）などの特徴がある。これは九州方言や高知方言、伊豆諸島の一部と共通するものである。ただ村内によると四つ仮名の区別は1962年の時点ですでに失われているという。

## アクセント
和歌山県内のアクセントはほとんどの地域で京阪式アクセントである。特に田辺市周辺（旧本宮町を除く）には、京阪神よりも古い、伝統的なアクセントが残る。一方、新宮市から三重県紀北町にかけての地域は、日本で最もアクセント分布が複雑な地域の一つである。次に紀州のアクセント分布を列挙する。
- 京阪式 - 新宮市・旧本宮町・北山村を除く和歌山県全域。ただし新宮市のうち三輪崎以南は京阪式。ただ京阪式の地域でも、那智勝浦町などでは、高起式の語で「かぜが」のように一拍目が低い。他の京阪式地域では「かぜが」のように全て高い。
- 垂井式C型（京阪式の変種） - 旧本宮町。新宮市中心部もこれに近い。
- 熊野式（京阪式に近いが異なるもの） - 尾鷲市南部・熊野市海岸部・御浜町・紀宝町・新宮市旧高田村（金田一春彦の説によれば次の2種類を別のアクセントとする。山口幸洋の説では同種のアクセントとしている）
  - 木之本式
  - 阿田和式
- 京阪式に似るがかなり異なるもの
  - 長島式 - 紀北町
  - 尾鷲式 - 尾鷲市北部
  - 古江式 - 尾鷲市古江
- 内輪東京式 - 熊野市の山間部・北山村。奈良県南部の東京式につながる。

## 文法

### 動詞・形容詞
和歌山県中部の、日高郡を中心に御坊市・田辺市付近の地域に、動詞の二段活用を残す。全ての一段動詞が二段活用になるわけではなく、語により、地域により、異同がある。「あたくる（乱暴する）」「おらゆる（支える）」のような共通語にない動詞は二段活用が残りやすい。
一方で、伊都郡・橋本市を中心に、奥吉野方言や淡路弁のように、一段活用動詞のラ行五段活用化（未然形のア段接続）が見られる（例：見ん→見らん、食べん→食べらん）。
形容詞の連用形にはウ音便が起こるが、「高い」のように語幹末がア段の場合、「たこ（ー）ない」「たこ（ー）なる」のようにオ段の場合の他、「たか（ー）ない」のようにア段の場合もある。

### 存在動詞と継続態・結果態
存在を表す動詞として、共通語では生物に「いる」、無生物に「ある」を使うが、紀ノ川沿いの平野部や和歌山県沿岸部、三重県南牟婁では生物・無生物に関わらず「ある」で表す。たとえば「先生あるかい」「ここに先生は無いで」などと言う。和歌山県の山間部では、生物には「おる」を使い、ところによっては無生物にも「おる」を使う。一方、生物に「いる」を使う用法が、紀北から次第に広がってきている。
これと並行して、共通語の「〜している」にあたる表現も「ある」と「おる」を用いた形を用いる。多くの西日本方言では、現在進行中の動作・行為を表す継続態に「連用形＋おる」、動作・行為の結果が残っていることを表す結果態に「連用形＋ておる」の変化した形を用いるが、紀州弁でもこれに対応した形を用いる。実際の状況は、「降る」を例に取るならば、継続態には「降りやる・降っちゃーる・降っちゃる・降ったーる・降ったる・降らる・降りよる・降りょーる・降ってる・降っとる」が見られ、和歌山市・海草郡・那賀郡では「降ってる」が多く、伊都郡では「降っとる」が、有田郡以南では「降りやる」が最も多い。また三重県の南牟婁では「降りやる・降りやーる」、北牟婁では「降りよる」を使う。結果態には、「降っちゃーる・降っちゃる・降ってある・降ったーる・降ったる・降ってあら・降ってら・降っとる・降っとら」が使われ、和歌山市・海草郡・那賀郡では「降っちゃーる」が多く、日高郡以南では「降ったーる」が多い。三重県の南牟婁では「降ったる・降ったーる・降っちゃーる」、北牟婁では「降っとる」を使う。様々な語形が見られ錯綜しているが、以下のように対応するのを原則としている。
- 継続態
  - 「連用形＋ある」（降りある→降りやる）
  - 「連用形＋おる」（降りおる→降りよる）
- 結果態
  - 「連用形＋てある」（降ってある→降ったーる・降っちゃーる）
  - 「連用形＋ておる」（降っておる→降っとーる・降っとる）

「ている」を使うのは新しい語法である。和歌山県紀南の海岸よりの地域には、「思いいる」のように「て」の付かない「いる」だけを使うところがあり、古い語法である。
（例）｢来ちゃある｣（＝すでに来ている）　｢死んじゃある｣（＝死んでいる）

### 助動詞
断定
断定には、「や」「じゃ」のほか、珍しいものに「じょ」「で」がある。「じゃ」は山間部の高齢層が中心。
[例]そーじょ　あいつ　きんのー　とったんじょ。（そうだよ。あいつがきのうとったのだよ。＜和歌山市＞）
[例]これ　わしの　はさみで。きのー　こーたんで。（これは私のはさみだ。きのう買ったのだ。＜九度山町＞）
否定
否定の助動詞には、「-ん」「-へん」「-せん」「-やん」「-らん」があり、「ん」が最も普通に使われる。「やん」は三重弁や奈良弁と共通するもので、広く使われるが山間部では少ない。「やん」は五段動詞には付かない。「へん」の接続は、五段動詞では「書く→かけへん/かかへん」、上一段動詞では「見る→めーへん/みやへん」、下一段動詞では「出る→でーへん/でやへん」、カ変では「来る→けーへん/きやへん」、サ変では「する→せーへん/しやへん」。五段動詞にはエ段に付く「へん」があるが不可能の意味にはならず、不可能形は「書かれへん/書けやん/書かれやん」である。「らん」は山間部や伊都郡が中心で、一段動詞の五段活用化とみなせる（例：食べらん）。「へん」がエ段に接続するため、一段動詞の五段化が進む伊都郡では「起きれへん（起きない）」という形が生まれている。
使役
使役の助動詞としては、五段活用の動詞には「-す」（例：書かす）、その他の動詞には「-やす」「-さす」が付く（例：見やす/見さす、き（来）やす/こさす、しやす/さす）。「-せる/させる」もあるが共通語としての意識がある。伊都郡では「見らす」のように「-らす」という言い方もあり、一段動詞の五段活用化と言える。二段活用の残る地域では「書かする」「見さする」のように「-する」「-さする」も使う。
受身・可能
受身・可能には、五段動詞には「-れる」、それ以外の動詞には「-られる」「-やれる」がある（例：行かれる、食べられる/食べやれる、こられる/きられる/きやれる、せられる/しられる/しやれる/される）。また「れ」の子音rが脱落して「-える」「-らえる」「-やえる」に変化することもある。二段活用の残る地域では「-るる」「-らるる」も使う。
可能を表すには、上記の助動詞よりも「行ける」のような可能動詞を使うことの方が多い。また「よー」を使って「よー行く」「よー行かん」で可能・不可能を表すこともでき、「よー」より古い「えー」を使う地域もある。和歌山県新宮市および三重県南牟婁には「-える/えれる」があり、連用形に付く（例：着える/着えれる、しえる/しえれる）。
推量
推量に「-やろー」「-じゃろー」「-らしい」を用いる。また過去推量に「-つろー」を山間部を中心に用いる。
打消しの推量・意志には「-まい」が使われる。動詞の接続方法は「行く」ならば「いこまい」「いくまい」「いかまい」があり、安定していない。「-んやろ」「-んとこ」のように、別表現も使うため「まい」の使用自体が少ないのも不安定の原因とされている。また「-へん」と融合した「-へまい」も使われる。
和歌山県には命令表現と禁止表現だけに用いられる「-んす/さんす」があり、「せんすな」（するな）、「見さんせー」（見なさいよ）のように使われる。田辺市などには、高齢女性が使う「-まってんす/まいてんす/まってん」があり、動詞の連用形に接続する。「-ましてです」の変化とされる。田辺市などでは「です」を「でんす」と言う言い方もある。

### 敬語
紀州弁（特に田辺・新宮弁）には他の方言に見られる敬語に相当する言葉が少ない（あるいは存在しない）ことが特徴である。極端に言えば年長者・若輩者、先輩・後輩、会社の上司・部下の関係であっても、格下の人物が格上の人物に対して敬語を使用しないことが慣習として了解されており、それが容認されている。また、敬語を使うことが失礼とされることも多い。これは全国的に見ても土佐弁などでしか見られない珍しい傾向である。小説家の司馬遼太郎は「紀州方言には敬語がない」と著書の中で述べ、紀州では敬語のない平等の思想が古くから根付いており、明治初期に紀州・土佐で自由民権運動が起こった理由を、歴史的背景として、上下関係の少ない皆平等の思想が古い時代から根付いていた経緯から来たものとして肯定的に評価している。
敬語を使用する感覚が少ない傾向から、他都道府県に移住した紀州出身者は会話に苦労するという。近年では義務教育の広まりや他の近畿方言（特に大阪弁）との同化傾向に伴って、場合によって「関西アクセントの共通語」「近畿方言式敬語（「はる」など）」「地元の言葉」を使い分ける紀州出身者も増えてきている。
一方で、紀州弁には古い時代の尊称が現在でも残っていることがあり、その例として「御前（おまえ）」の多用が挙げられる。「お前」は（おまん）もしくは（おまはん＝お前様）
と発音された場合は親しみを込めた紀州弁の二人称である。「おまえ」と発音した場合も、単なる｢君｣「あなた」の意味である場合と、日本の他地方と同様の用法の場合がある。
今日の標準語では「御前」と云う言葉はそのような用法ではないため、「おまん・おまはん・おまえ」を他県出身者から和歌山県人が誤解を受けることも多い。

### 助詞
格助詞・係助詞・副助詞
和歌山県の中部・南部の山間地では、主格の「が」にあたるものに「ん」が使われる。三重県南部では、「が」「は」ともに「や」「あ」と発音されるか、名詞と融合して「海が→うんみゃ」「靴が→くっつぁ」のようになり、「が」と「は」の区別がなくなる。熊野市では「を」も名詞と融合する。
方向・場所を表す「へ」の代わりに「い」を用いる。
「AよりBの方が良い」のような比較表現で、和歌山県紀北では「Bしか良い」のように「しか」を使う（例：それしかええ（それの方が良い））。一方、共通語の「〜しか」にあたるものには「ほか/はか/ほちゃ」が使われる。三重県南部では共通語同様に「しか」を使う。　
接続助詞
理由を表す接続助詞は、「さか/さかい」を使う。「さかい」は近畿方言で広く使われるもの。三重県南部ではこのほかに「で」「もんで」「よって」も使う。
終助詞
勧誘表現で「ら」を付けて「行こら」のように言う。三重県牟婁地区では「ら」のほか、待遇表現として目上に「らい」、同等以下に「られ」を使う。和歌山県紀北では、促す意味の「そー」があり、「はよ食べよそー」のように言う。また「そら」「そらよ」となる地域もある。
和歌山県では丁寧な文末助詞として、高齢女性を中心に「のし/のーし」が使われる。「のう、申し」に由来する。文末助詞としては最上の敬語で、単独で相槌にも用いられる。ただしこれらを使う地域は、和歌山市を中心に和歌山県北中部の那賀郡・海草郡・有田郡・日高郡（それぞれ山間部以外）と、南部の東牟婁郡海岸沿い・熊野川沿い・三重県南牟婁である。これに挟まれた和歌山県南部は用いない。また「のら/のーら」と言う場合もある。一方、「よし」と言う場合があるが、これには敬意はほとんどない。ナ行文末詞は、和歌山県では「なー」は同等以下に用いるのに対し、「のー」は親愛の意が込められる地域が多い。一方、三重県北牟婁では「のー」よりも「なー」の方が上品な物言いである。

## 紀州弁の一例
【県内全域】
- 助動詞「やん」には、強意、打消、疑問の意味がある。

【紀北方言】
- 「かだら」＝「体」　（「かだらの調子悪いわ」）
- 「あれー（発音はHLL）」＝「あらまあ」
- 「いや！」（HL）＝「あれ！」
- 「おもしゃい」＝「面白い」
- 「わい・わえ」＝「僕、俺、我」男性の一人称。（和歌山放送で放送中のWA!ERAの由来。「わえら」＝「我ら」）
- 「吾（あ）が」・「吾（あ）がら」＝「私」・「私ら・俺ら・我ら」。「（相手に向かって）自分（ら）」　和歌山県南部の地方紙・紀伊民報のURLの agara.co.jp の語源である。
- 「おまはん」＝「あなた」、「御前様（尊敬語）」
- 「○○もて」＝「○○しながら」／→「つれもて」＝「一緒に」
- 「いこら」＝「行きましょう」
- 「ほや」「ほいだら」＝「それなら」「ほなら」
- 「動詞の連用形＋やな」＝「～ないと（義務）」※しやな＝しないと、見やな＝見ないと　など
- 「去（い）んでくる」＝「帰る」の未来進行形。去んでからまた来る、という意味ではない。例「ほな、去んでくるわ」＝「じゃ、帰るからね」
- 「1月」＝「いちげつ」（「いちがつ」ではない）
- 「ジテコ・チャリ」＝「自転車」(原チャリ＝原付)
- （和歌山市周辺）「きいそば」、「中華そば」＝「ラーメン」
- 「どてらい」、「どえらい」＝「凄い」・「とんでもない」（『どてらい男』の題名の元になった。）
- 「水雪履」＝「ビーチサンダル」
- 「バレーシューズ」＝「上履き」

【紀中・紀南方言】
- 疑問の助詞「け」（例・～してるんけ？）

有田地方に多く見られ、紀州弁のみならず、泉州地方の方言などでも見られる。
- 「てき（てきゃ）」・「てきゃら」＝「あいつ」・「あいつら・奴ら」
- 「○○いけんごー」＝「○○いけますよ（出来ますよ）」
- 「うたとい」＝「鬱陶しい」あるいは「面倒くさい」　上古、中古表現「うたてもはべりけるかな」参照
- 「じょう」=「しょっちゅう、いつも」。例「てきゃ、じょうあんなこと言うちゃあら」＝「あいつ、しょっちゅうあんなこと言っているんだ」
- 「そこたい」＝「そこら辺」(和歌山市～日高郡みなべ町周辺まで)
- 「もじける」＝「壊れる」（「もじけ飛ぶ」＝「ぶっ壊れる」、下津・有田地方以南）
- 「いっかど」＝「沢山・大変（紀南のみ）」
- 「やにこい」＝「とっても　英語のVery」(日高郡みなべ町・田辺市・白浜町を中心とした西牟婁地方）
- 「がいな」＝「途方もない、大変な、あきれた」　（「がいな嫁やなあ」）徳島県にも見られる表現
- 「うとい」＝頭の鈍い、うとさく＝アホ・バカ（紀南のみ）[52]

【その他】
- 「関口1番」＝「開口1番」(意味は同じで両方使われることもある)
- 「さいら」＝「秋刀魚」
- 「なっとう」＝「どのように」 例：「なっとうしたん？」＝「どうしたの？」、「なっとうすなぁよ」＝「どうするんだよ」・「どうするっていうんだよ」
- 「ずつない」＝「苦しい」例：「食べ過ぎて腹ずつないわー」＝「食べ過ぎて、お腹苦しいわー」
- 「ごんぱち」＝「イタドリ」
- 「ながれこ」＝「トコブシ」
- 「とごる」＝「沈殿する」
- 「ほる・ほかす」＝「捨てる・破棄」
- 「なおす」＝「片付ける」
- 「いちびり」＝「お調子者」
- 「べっこう・てんご」＝「余計な事」
- 「こうしゃく」＝「言い訳」
- 「～えらい」＝「～しんどい・～疲れた」
- 「よじめる」＝「寄せ集める」(物に対しての例、人物に対しては使わない)
- 「へた・ふつ」＝「切り傷等の血の固まった痕」
- 「ちゃっちい」＝「おかしい・変」
- 「横やり」＝「横入り・横割り」(会話の途中で意味のない事や関係ない話を挟んできた場合に使う時の例)
- 「(指)つめる」＝「(指)挟む」ドア・窓に指を挟んだ時に使う。
- 「こぼつ」＝「解体・崩す」例：「あの建物こぼっとる」＝「あの建物、解体してる(崩してる)」
- 「さら」＝「新しい・新品」→(皿の意味ではない)：発音は＝「さらぁ」となる。
- 「あらくたい」＝「もの凄い」
- 「にえる」＝「青あざ」
- 「よまい」＝「愚痴」
- 7時のことを全国的には「しちじ」と読むが、紀州弁では「ななじ」と読む。（和歌山駅の駅放送など）

昭和の中期以降に生まれた世代の県民ではこれらの一部はあまり使われなくなっている（この「一部」というのは、育った地域や環境で異なる場合がほとんど）。紀ノ川流域、岩出市や紀の川市などでは、若い世代の割合が高いため、特に語彙に年代別の差が見られる。

## 紀州弁を使う著名人
- 桂文福
- 桂枝曾丸（和歌山弁落語で知られる落語家）
- 早川亜希（ソロのネットDJ番組で紀州弁を使う）